# Gästriklands runinskrifter 12
Runinskrift Gs 12 är en runsten av sandsten från 1000-talets mitt, belägen vid Valbo kyrka i Valbo socken och Gävle kommun i Gästrikland.

## Stenen
Stenen är 3,05 meter hög, 0,85 meter bred och 0,35 meter tjock, med en runhöjd på 5–10 centimeter. Ursprungligen stod den på ett gärde sydost om Lunds by, men den flyttades 1898 till kyrkan. Den var tidigare avbruten i två delar och saknade ett litet stycke vid brottet, men lagades 1952 och kompletterades med cement vid brottstället.

## Inskriften
Inskriften lyder i translitterering:
Läsning 1: iþal-ra × lit rita stin þino + abtiR ibiurn sun sin × þaR uaR- ...(h)... ...uain × auk arnfasta (a)uk ai-... þaiR u(a)... -uþ hialbi hons| |salu| |uk| |kuþs muþiR × runoR ritaR hu-msr
Läsning 2: iþal(t)ra × lit rita stin þino + abtiR ibiurn sun sin × þaR uaR- ... ...(h)...uain × auk arnfasta (a)uk ai(l)... þaiR u(a)... ... -uþ hialbi hons| |salu| |uk| |kuþs muþiR × runoR ritaR hu(a)(i)ms/hu(a)(i)ms| |sr/r
Normaliserat till fornnordiska:
Läsning 1: <iþal-ra> let retta stæin þenna æftiR Æibiorn, sun sinn. ÞæiR vaR[u] ... [S]væinn(?) ok Arnfasta ok Æi... þæiR ... [G]uð hialpi hans salu ok Guðs moðiR. RunaR rettaR <hu-msr>
Läsning 2: Iðaldr let retta stæin þenna æftiR Æibiorn, sun sinn. ÞæiR vaR[u] ... [Ber]g[s]væin(?) ok Arnfast ok Æil[if](?). ÞæiR va[Ru](?) ... [G]uð hialpi hans salu ok Guðs moðiR. RunaR rettaR hvæim's seR/r[aðr].
Tolkat till modern svenska:
Tolkning 1: "iþal-ra lät resa denna sten efter Ebjörn, sin son. De voro ... Sven och Arnfast och ... de ... Gud hjälpe hans själ och Guds moder. Rätta runor högg Åsmund."
Tolkning 2: "Idald lät resa denna sten efter Ebjörn, sin son. De var ... Bergsven(?) och Arnfast och Eliv(?) de var(?) ... Gud hjälpe hans själ och Guds moder. Rätta runor för envar som ser (el. förstår)/tyder."